# Alphonse Bos
Pour les articles homonymes, voir Bos.
Alphonse Bos (Marseille, 8 avril 1835 - Paris, 29 janvier 1913) est un médecin et auteur français membre de la Société des anciens textes français.

## Œuvres
- Glossaire de la langue d'oïl (XIe – XIVe siècles) contenant les mots vieux-français hors d’usage, leur explication, leur étymologie et leur concordance avec le provençal et l’italien. 1891. Disponible en ligne sur Gallica.

Éditions de textes anciens
- La vie de saint Gilles de Guillaume de Berneville, poème du XIIe siècle publié d'après le manuscrit unique de Florence. Alphose Bos et Gaston Paris. 1881. Disponible en ligne sur Gallica.
- Trois versions rimées de l'Évangile de Nicodème par Chrétien, André de Coutances et un anonyme, publiées d'après les manuscrits de Florence et de Londres. Alphose Bos et Gaston Paris. 1885. Disponible en ligne sur Gallica.
- La chirurgie de Maître Henri de Mondeville ; traduction contemporaine de l’auteur ; publiée d’après le ms. unique de la Bibliothèque nationale. 1898.  Disponible en ligne sur Gallica (tome 1, tome 2.
- « Une nouvelle traduction de la Chirurgie de Mondeville », dans le Bulletin de la Société des anciens textes français. 1900.